# فرنسيس كاولي
فرنسيس كاولي (بالإنجليزية: Francis Cowley)‏ هو لاعب كرة قدم بريطاني في مركز الوسط، ولد في 28 نوفمبر 1957 في ستيبني في المملكة المتحدة. لعب مع ديربي كاونتي ونادي تشيلمسفورد ونادي ويمبلدون.